# Еволюційна радіація
Еволюці́йна радіа́ція — порівняно швидке (у геологічному розумінні) і масове зростання таксономічної різноманітності або морфологічних відмінностей видів унаслідок адаптивних змін або відкриття раніше недоступної екопростори. Радіація може стосуватись як однієї клади, так і багатьох, а також бути швидкою або поступовою. Швидка радіація, викликана адаптацією нащадків однієї групи організмів до змін середовища, називається адаптивною. Прикладом такої адаптації є, наприклад, карибські ящірки родини анолісових.

## Приклади еволюційної радіації
Можливо, найбільш відомим прикладом еволюційної радіації є збільшення різноманітності плацентарних ссавців відразу після вимирання динозаврів у кінці крейдового періоду (близько 66 мільйонів років тому). У ті часи ссавці були переважно дрібними, комахоїдними тваринами, за розміром і формою схожими на сучасних землерийок. До кінця еоцену (58—37 мільйонів років тому) вони еволюціонували в такі різноманітні форми, як кажани, кити або коні.
Іншими прикладами є кембрійський вибух, авалонський вибух, велика ордовицька біодиверсифікація, мезозойсько-кайнозойська радіація, радіація наземних рослин після колонізації ними суші, крейдяна радіація покритонасінних, і диверсифікація комах, радіація, що безперервно триває з девонського періоду (400 мільйонів років тому).

## Типи радіації
Радіація може як дисонувати, коли збільшення різноманітності видів і змінення форм організмів відбуваються майже незалежно одне від одного, так і узгоджуватись, коли і те, і інше йде з однаковою швидкістю.

## Еволюційна радіація вимерлих організмів
Під час вивчення еволюційної радіації палеонтологи найчастіше використовують фосилії морських безхребетних, яких збереглося набагато більше, ніж останків великих наземних хребетних на зразок ссавців або динозаврів. Наприклад, плечоногі піддалися декільком серйозним спалахам еволюційної радіації в ранньому кембрійському і ранньому ордовицькому періодах, меншою мірою протягом силурійського та девонського періодів, а потім знову під час кам'яновугільного періоду. У ці періоди види плечоногих декілька разів приймали схожу морфологію, і, ймовірно, схожий спосіб життя з видами, які жили мільйони років до них. Цей феномен, відомий як гомеоморфія, пояснюється теорією конвергентної еволюції — потрапляючи в схожі умови, організми еволюціонують схожим чином. Інші приклади швидкої еволюційної радіації можуть спостерігатись у амонітів, що зазнали кілька вимирань, після яких щоразу знову диверсифікувалися, а також у трилобітів, які під час кембрійського періоду швидко еволюціонували в різноманітні форми, що займали багато ніш, сьогодні зайнятих ракоподібними.

## Недавня еволюційна радіація
Деякі групи тварин зазнали еволюційної радіації і в порівняно недавні часи, зокрема, інтенсивно вивчені біологами риби родини цихлових. У водоймах на кшталт озера Ньяса вони еволюціонували у велике різноманіття форм, серед яких є фільтратори, поїдачі равликів, гніздові паразити, травоїдні та хижі тварини. Іншим прикладом є злаки, що еволюціонували разом із пасовищними травоїдними (такими, як коні чи антилопи).